# Девіс (Оклахома)
Девіс (англ. Davis) — місто (англ. city) в США, в окрузі Маррі штату Оклахома. Населення — 2823 особи (2020).

## Географія
Девіс розташований за координатами 34°26′11″ пн. ш. 97°10′54″ зх. д. / 34.43639° пн. ш. 97.18167° зх. д. (34.436470, -97.181761).  За даними Бюро перепису населення США в 2010 році місто мало площу 28,59 км², з яких 28,53 км² — суходіл та 0,05 км² — водойми.

## Демографія
Згідно з переписом 2010 року, у місті мешкали 2683 особи в 1086 домогосподарствах у складі 699 родин. Густота населення становила 94 особи/км².  Було 1251 помешкання (44/км²).
Расовий склад населення:
| - 78,3 % — білих - 12,2 % — корінних американців - 2,2 % — чорних або афроамериканців - 0,6 % — азіатів - 1,6 % — осіб інших рас |

До двох чи більше рас належало 5,1 %. Частка іспаномовних становила 3,5 % від усіх жителів.
За віковим діапазоном населення розподілялося таким чином: 25,7 % — особи молодші 18 років, 56,8 % — особи у віці 18—64 років, 17,5 % — особи у віці 65 років та старші. Медіана віку мешканця становила 36,9 року. На 100 осіб жіночої статі у місті припадало 90,7 чоловіків;  на 100 жінок у віці від 18 років та старших — 85,1 чоловіків також старших 18 років.
Середній дохід на одне домашнє господарство  становив 52 727 доларів США (медіана — 44 514), а середній дохід на одну сім'ю — 64 982 долари (медіана — 59 583). Медіана доходів становила 37 885 доларів для чоловіків та 32 200 доларів для жінок. За межею бідності перебувало 11,2 % осіб, у тому числі 14,4 % дітей у віці до 18 років та 6,3 % осіб у віці 65 років та старших.
Цивільне працевлаштоване населення становило 1150 осіб. Основні галузі зайнятості: мистецтво, розваги та відпочинок — 20,9 %, освіта, охорона здоров'я та соціальна допомога — 19,9 %, роздрібна торгівля — 14,3 %, виробництво — 11,0 %.